# Bronchusblocker
Ein Bronchusblocker ist eine Sonde, die durch einen Endotrachealtubus in einen Hauptbronchus der Lunge eingeführt werden kann und diesen durch eine aufblasbare Blockmanschette (Cuff) abdichten kann. Dies geschieht im Rahmen einer Allgemeinanästhesie bei Operationen im Brustkorb (Thoraxchirurgie), bei denen eine getrennte Beatmung der einzelnen Lungenflügel notwendig ist (Ein-Lungen-Ventilation bzw. Ein-Lungen-Anästhesie). Der Bronchusblocker stellt eine Alternative zu Doppellumentubus dar.